# Marie-Hélène Sajka
Marie-Hélène Sajka (født 13. september 1997 i Nancy) er en fransk håndboldspiller, som spiller for Neptunes de Nantes og Frankrigs kvindehåndboldlandshold.
Hun har tidligere spillet for den danske klub Nykøbing Falster Håndboldklub, samt de franske klubber Metz Handball og Paris 92.